# Mohsin Annachnach
Mohsin Annachnach, né le 10 mars 1997, est un coureur cycliste marocain. 

## Biographie
En 2015, Mohsin Annachnach devient champion du Maroc sur route juniors (moins de 19 ans). Il se classe également troisième d'une étape du Tour de l'Abitibi.
En 2017, il termine neuvième du championnat d'Afrique sur route et troisième des championnats du Maroc espoirs (moins de 23 ans), dans le course en ligne et le contre-la-montre.

## Palmarès
- 2014
  - 2e du championnat du Maroc sur route juniors
- 2015
  -  Champion du Maroc sur route juniors
- 2017
  - 3e du championnat du Maroc du contre-la-montre espoirs
  - 3e du championnat du Maroc sur route espoirs
  - 9e du championnat d'Afrique sur route

## Classements mondiaux
| Année           | 2017 |
| --------------- | ---- |
| UCI Africa Tour | 46e  |